# Little Faringdon
 (septembre 2023).
Little Faringdon est une paroisse civile et un village de l'Oxfordshire, en Angleterre.